# 修理職
修理職是從平安時代設置的令外官。

## 職責、沿革
主要負責大內裏的修理和建築。在弘仁9年（818年）嵯峨天皇的一代，因為在令制中擔當建築的木工寮事務繁雜，所以一度從造宮省的業務中獨立出來，被設定成令外官。在天長3年（826年）與木工寮合併而被廢止。宽平2年（890年）又重新出現。

## 成員
- 大夫（相當於從四位下）…1人
- 亮（相當於從五位下）…1人
- 大進（相當於從六位上）…1人
- 少進（相當於從六位下）…2人
- 大屬（相當於正八位下）…1人
- 少屬（相當於從八位上）…2人

## 著名人物
下記的人物不是只有被正規任命的人，多數是作為受領名來自稱居多。

### 修理大夫
- 橘俊綱
- 平經盛
- 蘆名盛氏
- 尼子晴久
- 有馬晴純
- 上杉朝興
- 大友義鑑
- 大野治長（豐臣家家臣）
- 黑川稙國
- 相良義陽
- 島津忠兼
- 島津勝久
- 島津貴久
- 島津義久
- 島津齊彬
- 多賀谷重經
- 多賀谷重政
- 名和行興
- 畠山義總
- 畠山義綱
- 畠山義慶
- 蜂須賀正勝（豐臣家家臣）
- 三好長慶

### 修理亮
- 朝倉景冬
- 朝倉景嘉
- 京極高知
- 柴田勝家（織田信長家臣）
- 內藤昌豐（甲斐武田家家臣，武田四天王之一）